# Patty Duke
Anna Marie "Patty" Duke, född 14 december 1946 i Queens i New York, död 29 mars 2016 i Coeur d'Alene i Idaho, var en amerikansk skådespelare.

## Biografi

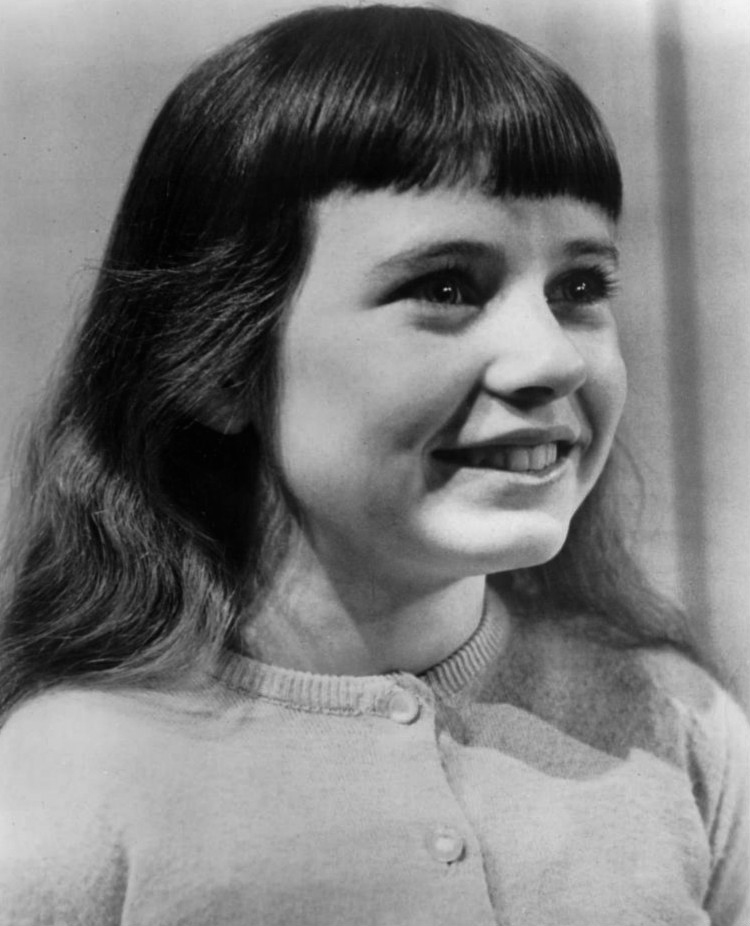
Patty Duke 1959.

Patty Duke var professionell skådespelare redan som sjuåring. 1959 gjorde hon stor succé på Broadway som den blinda och döva unga Helen Keller i pjäsen Miraklet. Hon upprepade framgången på film 1962 och belönades med en Oscar endast 15 år gammal och blev därmed den dittills yngsta skådespelaren som erhållit denna utmärkelse (Tatum O'Neal tog rekordet från henne 1974).
Hon hade sedan stora svårigheter att anpassa sig till mer vuxna, mogna roller och har mestadels medverkat i TV-filmer, ibland under namnet Patty Duke Astin. Hon var också ordförande för fackföreningen Screen Actors Guild 1985–1988.

### Privatliv
Duke hade ett stormigt privatliv och diagnostiserades av läkare som bipolär. Hon var gift fyra gånger och fick tre barn. Åren 1972–1985 var hon gift med skådespelaren John Astin och fick med honom sonen Sean Astin, som är känd som skådespelare i bland annat Härskarringen-filmerna.

## Filmografi (urval)
- 1959 – 4D Man
- 1962 – Miraklet
- 1963–1966 – The Patty Duke Show (TV-serie) (105 avsnitt)
- 1967 – Dockornas dal
- 1969 – Jag, Natalie

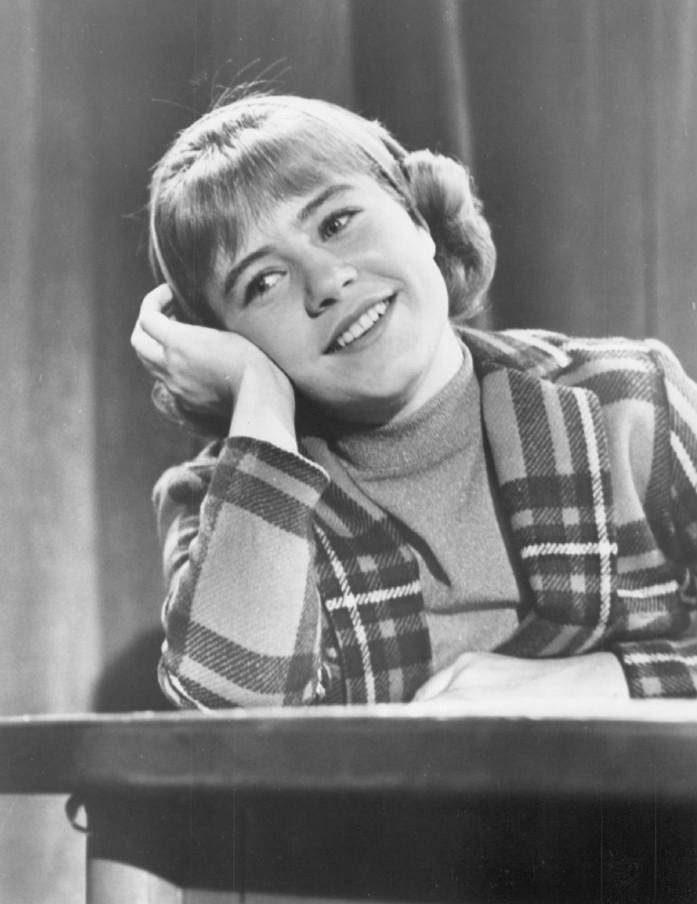
Patty Duke 1965.

- 1976 – Vad hände med Rosemarys baby?
- 1978 – Katastrofplats Houston
- 1986 – När Milly blev Willy
- 1989 – Ondskans flykt från Huset som Gud glömde
- 1992 – En kyss för mycket
- 2005 – Bigger Than the Sky
- 2008 – The Four Children of Tander Welch
- 2012 – Amazing Love
- 2013 – Glee (TV-serie) (ett avsnitt)
- 2015 – Liv och Maddie (TV-serie) (ett avsnitt)